# Dietrich Hermann Hegewisch
Dietrich Hermann Hegewisch, född den 15 december 1746 i Quakenbrück, död den 4 april 1812, var en tysk historiker, far till Franz Hermann Hegewisch.
Hegewisch, som 1780 blev professor i Kiel, utgav bland annat Versuch einer geschichte Karls des grossen (1777), Geschichte der regierung kaiser Maximilians I (2 band, 1782–83), en fortsättning av W.E. Christianis Geschichte der herzogtümer Schleswig und Holstein, omfattande tiden 1588–1694 (2 band, 1801–02) och Geschichte der schwedischen revolution (1811).